# Голубевский сельсовет
Голубевский сельсовет — упразднённая административно-территориальная единица, существовавшая на территории Московской губернии и Московской области до 1925 и в 1929—1959 годах.
Голубевский сельсовет был образован в первые годы советской власти. По данным 1923 года он входил в состав Егорьевской волости Егорьевского уезда Московской губернии.
В 1925 году Голубевский с/с был присоединён к Агрызковскому с/с, но 7 января 1929 года восстановлен вновь.
В 1929 году Голубевский с/с был отнесён к Егорьевскому району Орехово-Зуевского округа Московской области.
28 декабря 1951 года из Ефремовского с/с в Голубевский было передано селение Бузята. Одновременно к Голубевскому с/с был присоединён Кукшевский сельсовет.
14 июня 1954 года к Голубевскому с/с был присоединён Челоховский сельсовет.
27 июня 1959 года Голубевский с/с был упразднён. При этом его территория была передана в Ефремовский с/с.